# Kapelle Unterpeischlach

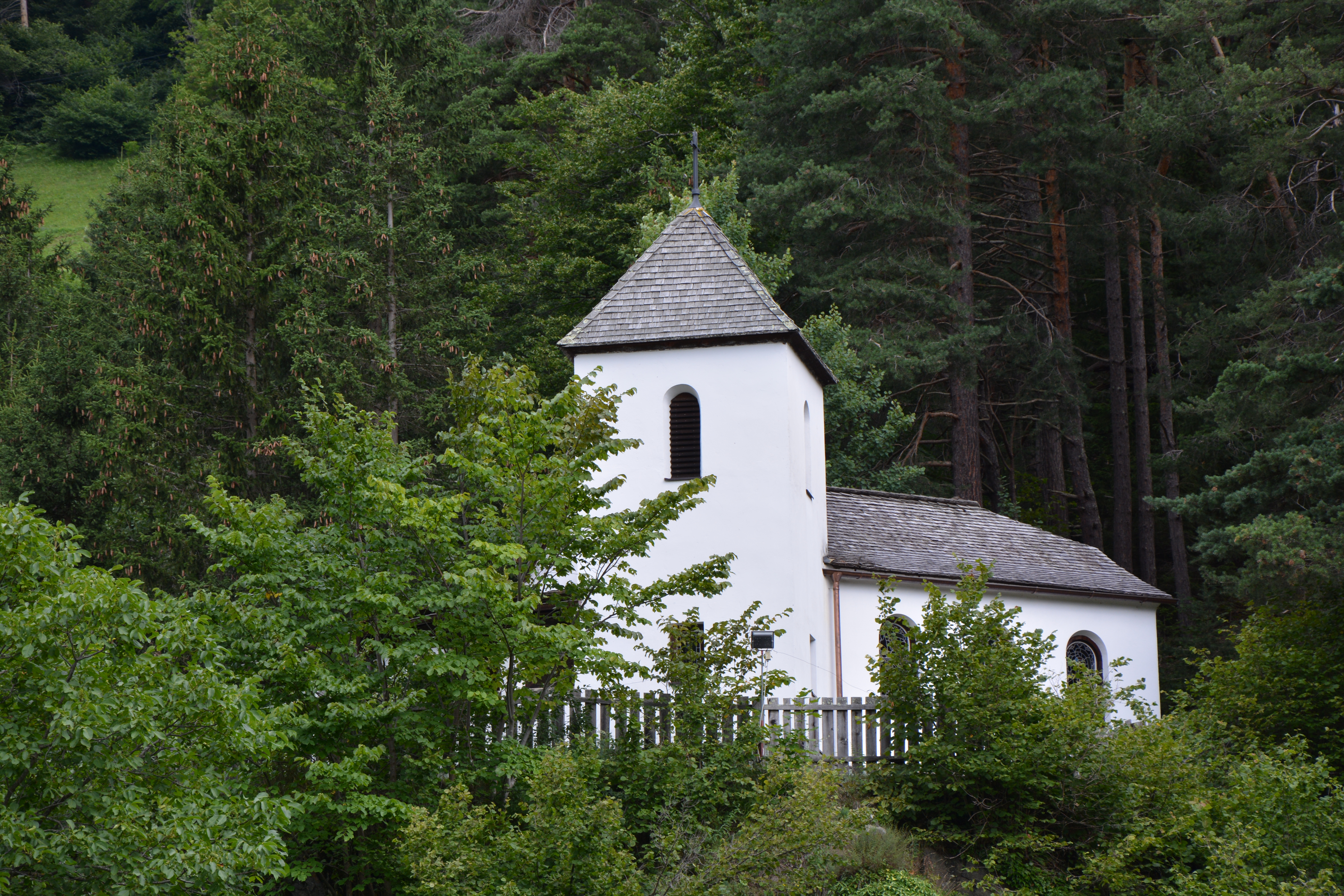
Kapelle Unterpeischlach von Süden

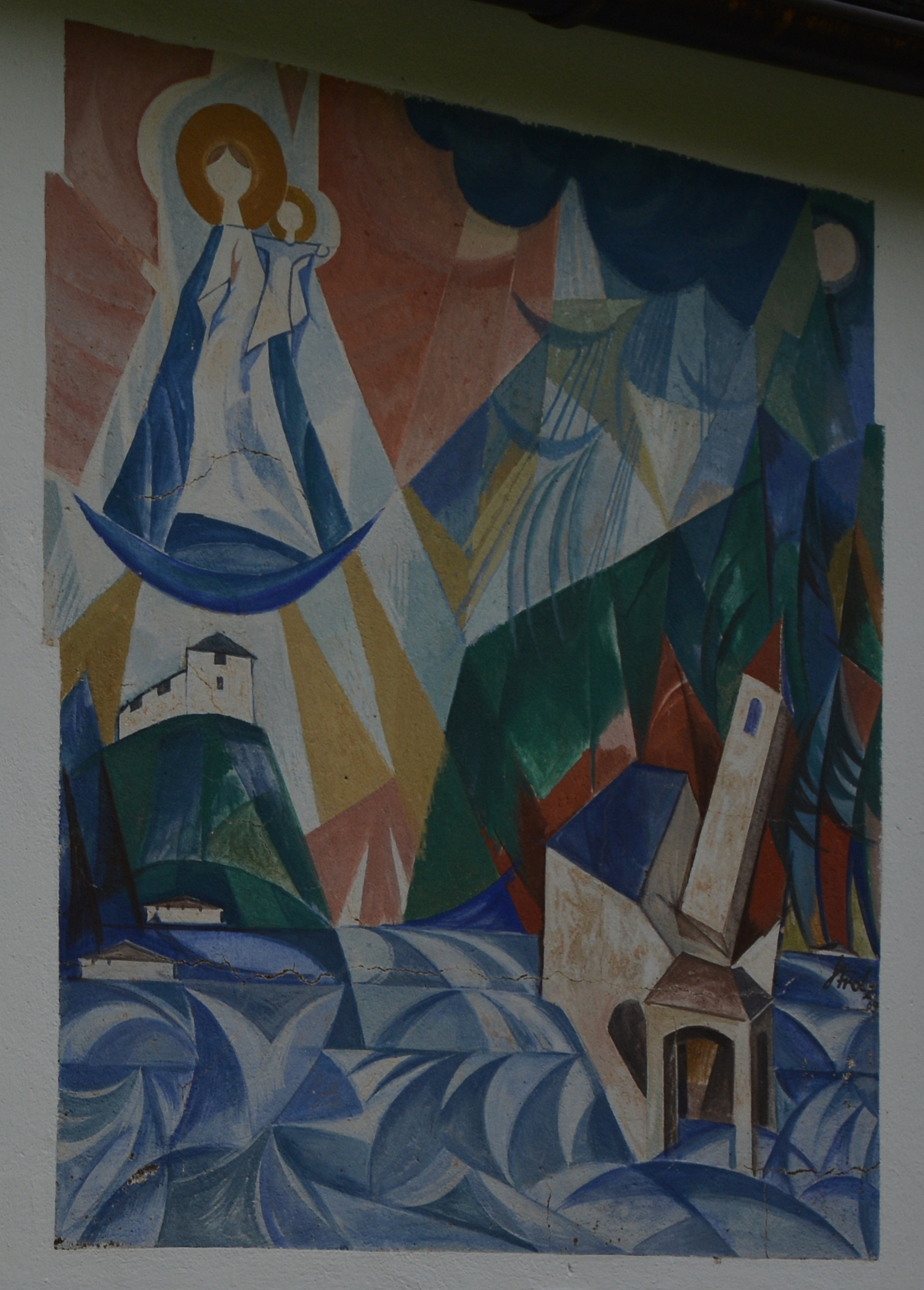
Wandgemälde mit Darstellung des zerstörten Vorgängerbaus und des Neubaus

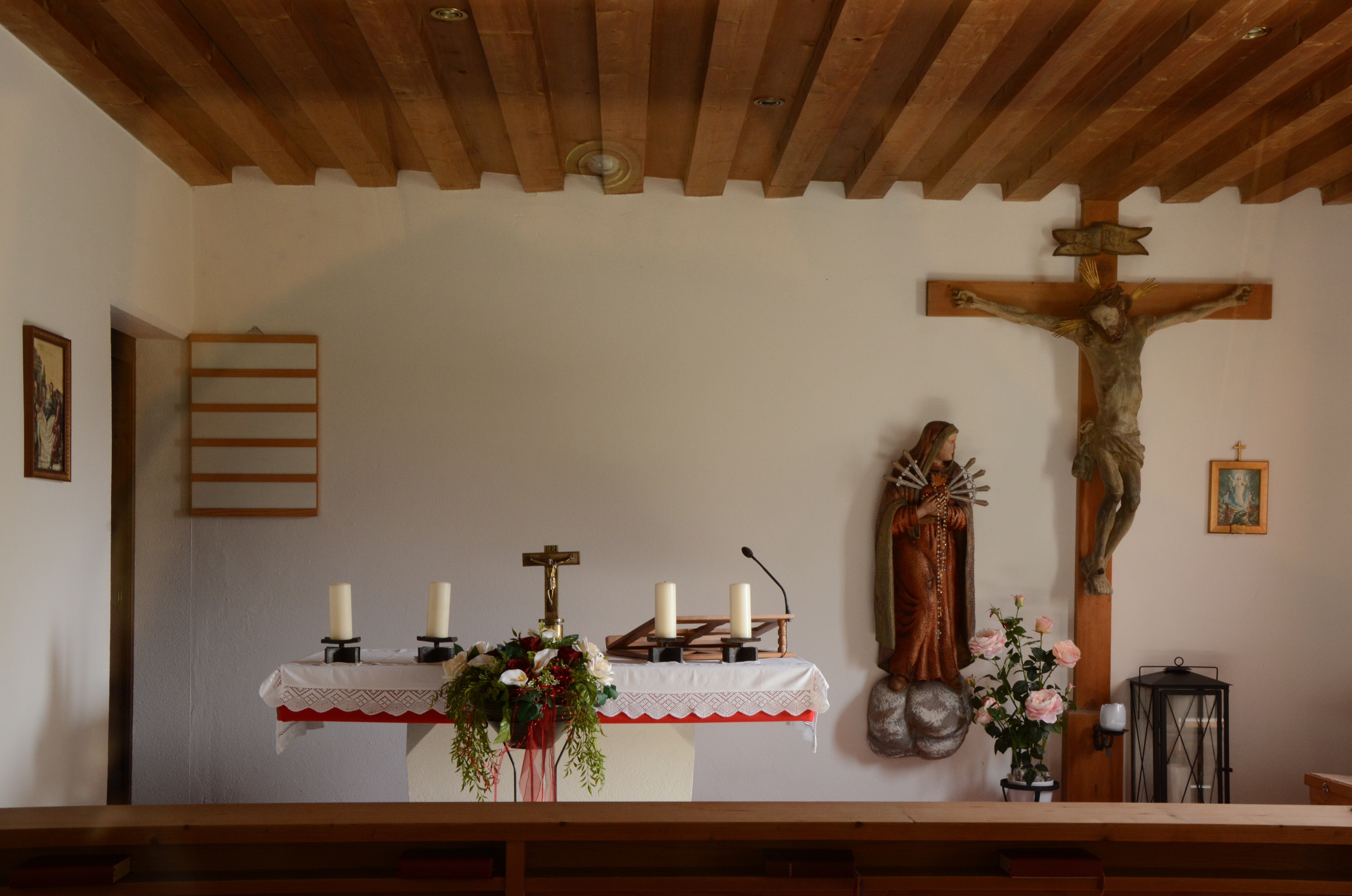
Altarraum mit Kruzifix und Schmerzensmutter

Die römisch-katholische Kapelle Unterpeischlach, auch Kapelle zu den sieben Schmerzen Mariä, ist eine Kapelle in der Ortschaft Unterpeischlach in der Gemeinde Kals am Großglockner in Osttirol. Die Kapelle wurde 1968 errichtet und erinnert an die Sieben Schmerzen Marias.

## Geschichte und Lage
Josef Riepler, der Besitzer des Bauernhofs Peischlacherwirt in Unterpeischlachs, gelobte im Ersten Weltkrieg eine Kapelle zu errichten und erfüllte das Gelöbnis noch in der Kriegszeit. Bei der Kapelle handelte es sich um einen Rechteckbau mit schindelgedecktem Satteldach. Zudem verfügte der Bau über ein eingezogenes Chorpolygon und eine von hölzernem Türmchen (Pyramidendach) bekrönte Vorhalle. Der Bau wurde 1966 durch ein Hochwasser zerstört und in der Folge 1968 durch Hans Riepler nach Plänen von Paul Illmer errichtet. Die Weihe des Neubaus erfolgte am 15. September 1968. Bei der Restaurierung im Jahr 2000 wurden die Wandöffnungen der Vorhalle verglast.
Die Kapelle liegt auf einem, über der Ortschaft Unterpeischlach, leicht erhöhtem, mauerbegrenztem Felsenplateau östlich des Bauernhofs Peischlacherwirt (Unterpeischlach 12).

## Außenbau
Die Kapelle wurde über rechteckigem Grundriss errichtet und ist nach Osten ausgerichtet. Sie besitzt eine rondellartige Vorhalle und einen schräg gestellten, massiven Turm. Die Außenwände sind in weiß verputzt, die Dächer schindelgedeckt. Während die eigentliche Kapelle ein ostseitig abgewalmtes Satteldach über flacher Hohlkehle besitzt, wurde die Eindeckung des Vorraums als Pultdach ausgeführt. Der Turm erhielt ein Zeltdach mit Kugel und Kreuz sowie rundbogige Schallfenster. Die nach Westen offene Vorhalle besitzt eine Sitzbank und quadratische Fenster. Die angrenzende Wand zum Kapellenraum wurde durch ein rechteckiges Fenster durchbrochen. Der Eingang erfolgt durch ein Rechteckportal durch den Kapellenturm.
Die Nordwestwand schmückt ein Gemälde von Norbert Strolz. Es zeigt ein Marienbild mit der Zerstörung der alten Kapelle und die Inschrift "DER SCHMERZHAFTEN MUTTER / 1966 IN GROSSER WASSERNOT VERLOBT / 1968 ALS ZEICHEN DES GLAUBENS / UND DANKES WIEDERBAUT."

## Innenraum und Einrichtung
Der Kapellenraum verfügt über eine Holzbalkendecke, weiß verputzte Wände und einen mit Natursteinplatten versehenen Fußboden. Der Altarbereich wurde um eine Stufe erhöht und beherbergt einen gemauerten Altartisch mit Granitsteinplatte. An der Nordwestwand befinden sich Rechteckfenster, an der Südostwand drei rundbogige Fenster mit Heiligendarstellungen.
Von der ursprünglichen Kapelle haben sich nur wenige Einrichtungsgegenstände wie die 40 Kilogramm schwere Glocke und das Weihwasserbecken erhalten. Das Kruzifix an der Ostwand stammt vermutlich aus dem 18. Jahrhundert aus einer Kirche in Assling. Zudem beherbergt die Kapelle eine hölzerne, polychrome Schmerzensmutter. Der Kreuzweg wurde im Zuge der Restaurierung im Jahr 2000 eingesetzt.